# Eesti Rahvusringhääling
A Eesti Rahvusringhääling (sigla: ERR) é uma televisão pública da Estónia. O canal é membro activo da União Europeia de Rádiodifusão (EBU), e responsável pela presença do seu país na Eurovisão.

## Canais de televisão
- ETV (Eesti Television)
- ETV2
- ETV+

## Estações de rádio
- Vikerraadio
- Raadio 2
- Klassikaraadio
- Raadio 4
- Raadio Tallinn